# Danske medlemmer af Europa-Parlamentet 1989-1994
Dette er en liste over medlemmer af Europa-Parlamentet for Danmark fra 1989 til 1994, sorteret efter navn. Se Europa-Parlamentsvalget 1989 i Danmark for valgresultaterne.

## List
| Navn                  | Parti  |  |
| --------------------- | ------ |  |
| Freddy Blak           | S      |  |
| Jens-Peter Bonde      | PM-EEC |  |
| Birgit Bjørnvig       | PM-EEC |  |
| Frode Christensen     | CD     |  |
| Ib Christensen        | PM-EEC |  |
| Ejner Christiansen    | S      |  |
| John Iversen          | SF     |  |
| Erhard Jakobsen       | CD     |  |
| Kirsten Jensen        | S      |  |
| Marie Jepsen          | K      |  |
| Niels Anker Kofoed    | V      |  |
| Tove Nielsen          | V      |  |
| Klaus Riskær Pedersen | V      |  |
| Christian Rovsing     | K      |  |
| Joanna Rønn           | S      |  |
| Ulla Sandbæk          | PM-EEC |  |

Betydning:
     CD = Centrum-Demokraterne
     K = Det Konservative Folkeparti
     V = Venstre
     PM-EEC = Folkebevægelsen mod dansk medlemskab af EF
     S = Socialdemokraterne
     SF = Socialistisk Folkeparti